# Боярышник крупноколючковый
Боярышник крупноколючковый (лат. Crataegus macracantha) — дерево, вид рода Боярышник (Crataegus) семейства Розовые (Rosaceae).

## Распространение и экология
В природе ареал вида охватывает южные районы Канады от Британской Колумбии до Новой Шотландии и практически всю территорию США, кроме юго-западных районов.
Произрастает на склонах с богатой, обычно известь содержащей почвой или близ речных берегов.

## Ботаническое описание
Дерево высотой не более 4,5—6 м, растущее иногда кустообразно, с невысоким стволом диаметром до 12—20 см, покрытым светло-коричневой или серой корой, слущивающейся небольшими продолговатыми пластинками. Ветви часто искривлённые, образуют несимметричную, реже округлую крону; ветки зигзагообразно изогнутые; побеги голые, каштаново-коричневые, сильно лоснящиеся, позднее тусклые, красновато-коричневые. Колючки весьма многочисленные, тонкие, обычно изогнутые, длиной 6—14 см, особенно мощные на крупных ветвях у основания кроны, каштаново-коричневые, сильно лоснящиеся.
Листья широкообратнояйцевидные до эллиптических, с острой или закруглённой вершиной и широко-клиновидным или закруглённым цельнокрайным основанием, в верхней части цельные или с многочисленными, неглубокими лопастями, двояко-пильчатые, длиной 5—7 см, шириной 3,5—5 см, на длинных побегах длиной до 7,5—10 см и шириной 6,5—7,5 см; при распускании ярко-красные, взрослые — кожистые, тёмно-зелёные, блестящие, сверху голые, снизу слабо опушённые по жилкам, осенью жёлто-красные или бурые, долго не опадающие. Черешки длиной 1—2 см, несколько крылатые, со второй половины лета ярко-красные.
Соцветия сложные, щитковидные, многоцветковые, с опушёнными осями. Цветки на длинных, тонких, волосистых цветоножках диаметром 1,6—2 см, с белыми лепестками; чашелистики узкие, удлинённые, крупно-пильчатые, с мелкими тёмными железками на концах зубцов; тычинок 8—12, с бледно-жёлтыми пыльниками; столбиков 2—3, окружённых у основания широким кольцом белых волосков.
Плоды — многочисленные, в прямостоящих раскидистых гроздьях, шаровидные, ярко-красные, сильно лоснящиеся яблочки диаметром 6—8 мм, с неопадающими, сильно отогнутыми чашелистиками, мясистые, с тёмно-жёлтой, сухой, мучнистой мякотью. Косточки в числе 2—3, длиной около 5 мм, по спинке широко ребристые, с брюшной стороны глубоко-выемчатые, с боков вдавленные.
Цветение в мае — июне. Плодоношение в сентябре — октябре, плоды остаются на дереве в течение нескольких недель.

## Значение и применение
Широко известен в культуре с 1820 года. Один из наиболее колючих боярышников; обладает густой листвой; весьма декоративен в период цветения и плодоношения, применяется в декоративных посадках для создания колючих живых изгородей.
В России в культуре успешно растёт и плодоносит в Санкт-Петербурге, Москве, Пензе, Горно-Алтайске.

## Классификация

### Таксономия
Вид Боярышник крупноколючковый входит в род Боярышник (Crataegus) трибы Pyreae подсемейства Спирейные (Spiraeoideae) семейства Розовые (Rosaceae) порядка Розоцветные (Rosales).
|  |                                      |  |                                                              |                                                              |                   |  | ещё 8 семейств (согласно Системе APG III) | ещё 8 семейств (согласно Системе APG III)    |                                              |  |  |  | ещё 7 триб (согласно Системе APG III)         | ещё 7 триб (согласно Системе APG III)         |  |  |  |  | ещё от 200 до 300 видов | ещё от 200 до 300 видов |
|  |                                      |  |                                                              |                                                              |                   |  | ещё 8 семейств (согласно Системе APG III) | ещё 8 семейств (согласно Системе APG III)    |                                              |  |  |  | ещё 7 триб (согласно Системе APG III)         | ещё 7 триб (согласно Системе APG III)         |  |  |  |  | ещё от 200 до 300 видов | ещё от 200 до 300 видов |
|  |                                      |  |                                                              | порядок Розоцветные                                          |                   |  |                                           |                                              | подсемейство Спирейные                       |  |  |  |                                               | род Боярышник                                 |  |  |  |  |                         |                         |
|  |                                      |  |                                                              | порядок Розоцветные                                          |                   |  |                                           |                                              | подсемейство Спирейные                       |  |  |  |                                               | род Боярышник                                 |  |  |  |  |                         |                         |
|  | отдел Цветковые, или Покрытосеменные |  |                                                              |                                                              | семейство Розовые |  |                                           |                                              | триба Pyreae                                 |  |  |  | вид Боярышник крупноколючковый                |                                               |  |  |  |  |                         |                         |
|  | отдел Цветковые, или Покрытосеменные |  |                                                              |                                                              |                   |  |                                           |                                              |                                              |  |  |  |                                               |                                               |  |  |  |  |                         |                         |
|  |                                      |  | ещё 44 порядка цветковых растений (согласно Системе APG III) | ещё 44 порядка цветковых растений (согласно Системе APG III) |                   |  |                                           | ещё 8 подсемейств (согласно Системе APG III) | ещё 8 подсемейств (согласно Системе APG III) |  |  |  | ещё около 60 родов (согласно Системе APG III) | ещё около 60 родов (согласно Системе APG III) |  |  |  |  |                         |                         |
|  |                                      |  |                                                              | ещё 44 порядка цветковых растений (согласно Системе APG III) |                   |  |                                           |                                              | ещё 8 подсемейств (согласно Системе APG III) |  |  |  |                                               | ещё около 60 родов (согласно Системе APG III) |  |  |  |  |                         |                         |

### Представители
В рамках вида выделяют ряд разновидностей:
- Crataegus macracantha var. macracantha
- Crataegus macracantha var. occidentalis (Britton) Eggl.

- [syn.  Crataegus occidentalis Britton basionym]

- Crataegus macracantha var. pertomentosa (Ashe) Kruschke

- [syn.  Crataegus pertomentosa Ashe basionym]